# Sainte-Marie-de-Gosse
Sainte-Marie-de-Gosse là một xã, thuộc tỉnh Landes trong vùng Nouvelle-Aquitaine. Xã này có diện tích 26,54 kilômét vuông, dân số năm 2006 là 1016 người. 

## Biến động dân số
| Năm | 1962 | 1968 | 1975 | 1982 | 1990 | 1999 | 2006  |
| --- | ---- | ---- | ---- | ---- | ---- | ---- | ----- |
| Dân số | 788  | 821  | 765  | 729  | 815  | 878  | 1 016 |
| From the year 1962 on: No double counting—residents of multiple communes (e.g. students and military personnel) are counted only once. |      |      |      |      |      |      |       |